# 突頷鮨
突頷鮨，為輻鰭魚綱鱸形目鱸亞目鮨科的其中一種，分布於中西大西洋區的西印度群島及宏都拉斯海域，體長可達12公分，為底棲性魚類，屬肉食性，生活習性不明。

## 擴展閱讀
- 突頷鮨的图片 （页面存档备份，存于）